# Historia de Salónica

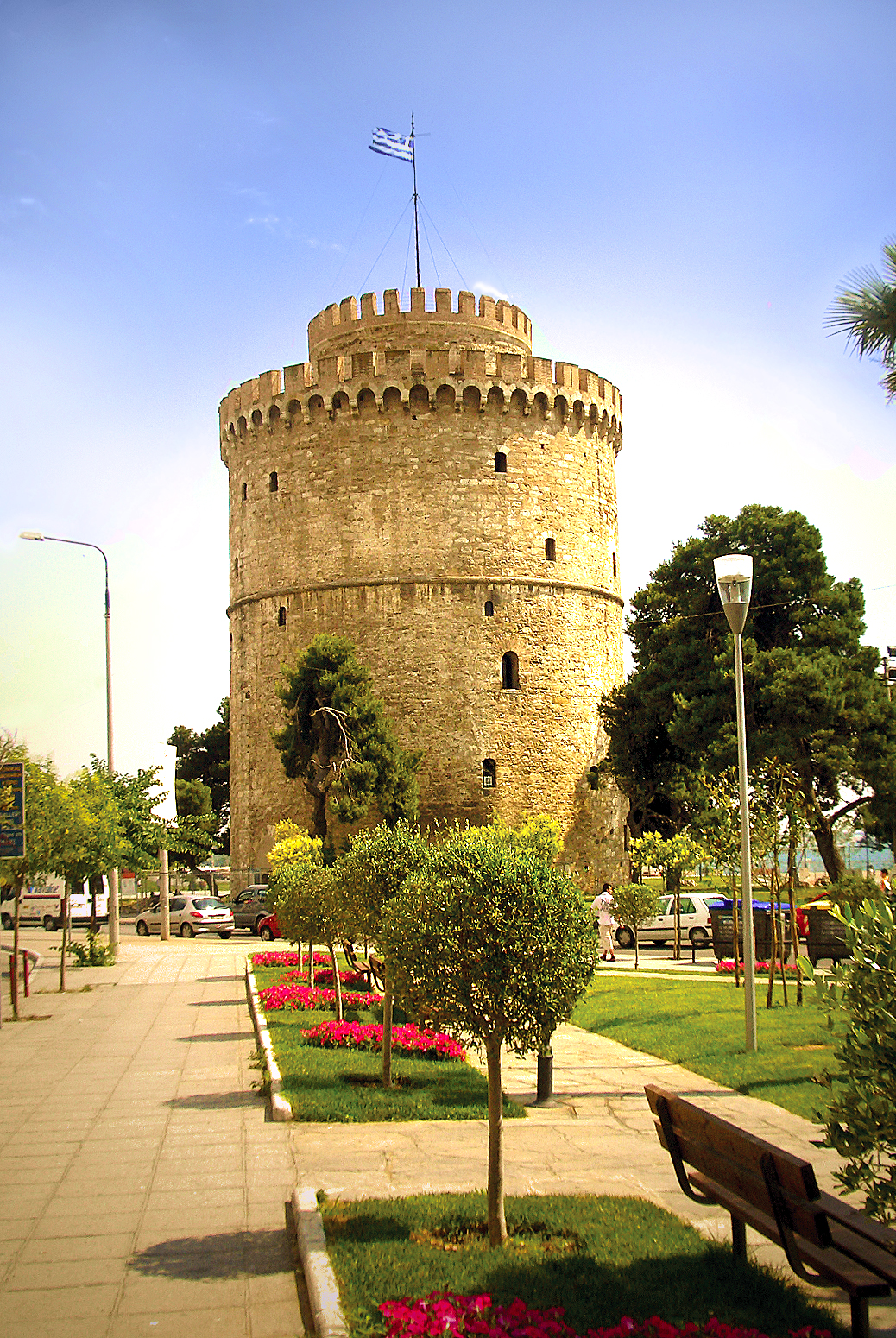
La Torre Blanca, uno de los símbolos de Tesalónica.

La historia de Tesalónica, o Salónica, (en griego moderno y antiguo, Θεσσαλονίκη, Thessaloníki; en judeoespañol, סלוניקה [Selanik]; en turco, Selânik; y en búlgaro, Солун [Sólun]) se refiere a la historia de la segunda ciudad en tamaño de Grecia. Con 820.000 habitantes en 2001, Tesalónica es la capital del nomo homónimo y está situada en el golfo Termaico y en la periferia (región) de Macedonia Central.

## Fundación de Tesalónica

Plano de la ciudad antigua de Tesalónica, con los monumentos de las épocas macedonia, romana, bizantina y otomana.

Tesalónica fue fundada en el 315 ó 316 a. C. por Casandro de Macedonia, renombrando la preexistente ciudad marítima de Terma, que daba nombre al golfo Termaico. Casandro la nombró en honor de su mujer, Thessaloniké (Tesalónica de Macedonia), hermanastra de Alejandro Magno e hija de Filipo II de Macedonia y de su quinta esposa, Nikesípolis, princesa tesalia casada en 353 a. C.
Su nombre es producto de la contracción de las palabras del griego antiguo, Θεσσαλών («Tesalios») y νίκη («victoria»), en conmemoración de la victoria de los macedonios sobre los habitantes de la Fócida, con la ayuda de tesalios, el día del nacimiento de la hija de Filipo, probablemente en 342 a. C.
El nombre aparece registrado bajo dos formas ortográficas ligeramente diferentes: 
- Θεσσαλονίκεια (Thessaloníkeia) es la forma adjetiva que normalmente se espera para un nombre de ciudad formado por el nombre de persona Θεσσαλονίκη, como Κασσάνδρεια (Kassándreia, Casandrea) de Κασσάνδρα, o Ἀλεξάνδρεια (Alexándreia, Alejandría) por Ἀλέξανδρος, y así figura en Estrabón.[4]
- Θεσσαλονίκη (Thessaloníke), forma idéntica al nombre personal, que terminó imponiéndose rápida y definitivamente.

Sin embargo, se encuentran otras ortografías en inscripciones de la época helenística, Θετταλονίκης (Thettaloníkes), y de la época romana, Θεσσαλονείκη (Thessaloneíke) y Θεσσαλονικέων [πόλις] (Thessalonikéon, entendido «(ciudad de los) tesalónicos»).

## Macedonia antigua
Gracias a su ubicación en el cruce de ejes de comunicación, Tesalónica se convirtió rápidamente en un centro comercial importante. Su desarrollo continuó durante la dominación romana, a pesar del saqueo de la ciudad tras la derrota de Perseo de Macedonia en la batalla de Pidna. Tesalónica se benefició de la creación de la Vía Egnatia, la gran ruta transbalcánica meridional. Así, se instaló en ella una comunidad cosmopolita, conformada por judíos, italianos y romanos.
A fines del siglo III, el emperador Galerio la eligió como residencia y construyó un palacio y varios edificios públicos. En su lucha contra la Cristiandad, convirtió a Demetrio de Tesalónica en mártir que, posteriormente, sería el santo patrono y protector de la ciudad. Por el Edicto de Tesalónica del 28 de febrero de 380, el emperador Teodosio declaró obligatoria la fe en la divinidad del Padre, del Hijo y del Espíritu Santo y proscribió el arrianismo. Durante su gobierno, en el 390 se produjo la llamada Masacre de Tesalónica.

## Imperio bizantino
Durante los primeros siglos del Imperio bizantino, Tesalónica, capital de un thema, continuó su expansión económica. Su feria, los Demetria que se llevaban a cabo en octubre, era una de las más importantes de los Balcanes. La ciudad se enriqueció con varios monumentos e imponentes iglesias. A partir del final del siglo VI, Tesalónica sufrió varios ataques: fue capturada por los sarracenos en 904 y, luego, por los normandos en 1185. Después de la Cuarta Cruzada, Bonifacio de Montferrato fundó el reino de Tesalónica (1204), un Estado latino que fue recapturado por el despotado de Epiro en 1224 antes de ser conquistado por los paleólogos en 1246. A fines del siglo XIV e inicios del XV, griegos y otomanos se disputaron la posesión de la ciudad, sitiada en varias ocasiones. Después de haber sido protegida por la República de Venecia de 1423 a 1430, fue definitivamente tomada por los otomanos, comandados por Murad II.

## Edad Moderna
En 1492, tras la expulsión de los judíos de España, Tesalónica, que hasta entonces no había albergado más que a una pequeña comunidad judía, se convirtió en el centro mundial del judaísmo sefardí al punto de ser apodada la «Jerusalén de los Balcanes» y la «madre de Israel». Durante el siglo XVIII, Tesalónica siguió siendo la salida natural de los Balcanes: todos los productos de la región transitaban por su puerto. Entonces, el comercio de la ciudad pasó prácticamente de manera integral a manos occidentales, quienes comenzaron a instalarse a fines del siglo XVII. En estos asentamientos se pueden ver los primeros signos de declive del Imperio otomano.

## SigloXX
Para inicios del siglo XX, Salónica era una ciudad multiétnica: con unos 120.000 habitantes, de los cuales 80.000 eran judíos, 15.000 eran turcos, 15.000 griegos, 5.000 búlgaros y 5.000 occidentales. Fue una de las ciudades más grandes y modernas del Imperio otomano y uno de sus puertos más grandes. Salónica también se convirtió en un centro importante de agitación política. Así, en agosto de 1906, vio la fundación del Comité otomano de la Libertad, que desempeñó un papel importante en la dirección del movimiento de los Jóvenes Turcos. Conquistada por Grecia en noviembre de 1912, durante la primera guerra balcánica, varios turcos se marcharon. Las iglesias bizantinas, transformadas en mezquitas por los otomanos, se reconvirtieron en lugares de culto cristiano.

### Turcos, eslavos y griegos
En los territorios del Imperio otomano donde los grupos religiosos y étnicos estaban dispersos y mezclados estaban apareciendo identidades nacionales. La mayor mezcla de personas y creencias se encontraba en ciudades portuarias como Salónica, Alejandría y Esmirna. Salónica, en especial, se convirtió en el campo de batalla entre turcos, eslavos y griegos, aun cuando, en 1912, el grupo más grande fuera el de los judíos. En grandes zonas de la ciudad el idioma que más se hablaba era el judeoespañol, llevado por los exiliados sefardíes después de 1492. En 1911, un periódico ladino, La Solidad Ovradera, expresaba la opinión de que "Salónica no es una ciudad. Es una yuxtaposición de pequeñas aldeas. Judíos, turcos, dönmeh, griegos, búlgaros, occidentales, gitanos, todos estos grupos que hoy llamamos «naciones», se mantienen a una prudente distancia unos de otros, como si temieran el contagio". Esta visión es matizada por la crónica de León Sciaky, que relata su infancia en la Salónica de finales del siglo XIX: el relato de Sciaky da a entender que sí existía una interacción diaria fácil entre los judíos, los turcos y otros, al mostrar a una próspera familia judía que mantiene unas relaciones afectuosas con los campesinos búlgaros que suministraban al padre de Sciaky el trigo con el que comerciaba, mientras que en las calles de la ciudad el joven Sciaky recibe muchas muestras de amabilidad de sus vecinos musulmanes y cristianos, que solían estar dispuestos a ayudar a los miembros de otras comunidades cuando estallaron los disturbios.
A medida que las influencias de Europa occidental se hacían sentir con una fuerza cada vez mayor en el Imperio otomano, los modales y el habla de las élites judías sefardíes —generalmente más receptivas a las culturas de su alrededor que las comunidades de judíos asquenazíes— se fueron occidentalizando. La identidad sefardí, según el ideal, combinaba la sofisticación occidental con un toque de exotismo oriental. León Sciaky vestía prendas occidentales incluso de niño, una señal del estatus social y económico de su familia y de sus aspiraciones culturales, mientras que la familia judía más rica de Salónica, la Allatini, amueblaba su casa del mejor mobiliario de Oriente y Occidente. A partir de 1873, la lengua francesa, que se enseñaba en las nuevas escuelas de la Alianza Israelita Universal (AIU), empezó a ganar importancia entre los judíos de Salónica y a desplazar al ladino, visto por algunos como el idioma de las clases bajas. En 1912, la AIU tenía más de cuatro mil alumnos, lo que representaba más de la mitad de los alumnos de las escuelas judías de la ciudad. El francés se estaba convirtiendo en el idioma de rigor entre la élite judía también en otros lugares, como Alejandría, y no solo los judíos, sino todos los ciudadanos prósperos del Imperio otomano, veían el francés como un sello de distinción.
Los turcos sabían que, pese a ser una minoría en Salónica, jugaban con ventaja al ser los dueños del gobierno. Sciaky explica que, en 1876, estallaron unos disturbios cuando un padre búlgaro apeló a los cónsules extranjeros para evitar el matrimonio de su hija con un turco; los cónsules de Francia y Alemania cometieron el error de entrar en una mezquita cuando los ánimos estaban encendidos, y fueron linchados. El malestar entre las diferentes comunidades se intensificó en torno al año 1900. A los griegos los enardeció la expansión de la enseñanza: los niños ahora aprendían su propio idioma en escuelas adecuadas, y tenían el ejemplo a seguir de sus hermanos del sur que vivían en un reino de Grecia independiente. La agitación también se despertó entre los eslavos. En la década de 1890, los eslavos macedonios radicales, que hablaban una variante del búlgaro, se agruparon en la Organización Revolucionaria Interna Macedonia (ORIM) reclamando la autonomía de una gran parte de las provincias otomanas entre Salónica y Skopie, pero entendían que Salónica era la capital lógica, y pretendían dar a estas tierras una identidad búlgara. A los griegos de Salónica les pareció intolerable y dieron a los turcos la información que habían recogido de las actividades de la ORIM. La ORIM no tardó en decidir que había llegado el momento de las acciones drásticas. En enero de 1903 sus agentes compraron una pequeña tienda de comestibles en la acera opuesta al Banco Otomano; durante la noche, un equipo de la ORIM cavaba por debajo de la calle, y colocaba minas bajo las oficinas del banco. El 28 de abril hicieron estallar las bombas y demolieron el banco y algunos edificios vecinos.
La onda expansiva de los cambios en el gobierno turco se sintió en Salónica, cuando los Jóvenes Turcos consolidaron su posición y la reforma política flotaba en el ambiente. Los conflictos políticos en el Mediterráneo estaban privando a Salónica de su sustento: después de que Italia invadiese la Tripolitania otomana en 1911, los productos italianos fueron objeto de sabojate, y también el comercio con Trieste, porque los austríacos habían tomado el control de Bosnia. La rica familia judía de los Allatini no aguantó más y se marchó a Italia. El poder otomano se estaba viniendo abajo rápidamente. Las tropas griegas entraron en Salónica en 1912, reclamándola para la madre patria. Al mismo tiempo llegaron también tropas búlgaras, que acabaron por irse, no sin mucha discusiones previas; incluso después de que los griegos convencieran a los búlgaros de que se marchasen, estallaron escaramuzas entre las unidades griegas y búlgaras fuera de las murallas. Así pues, los griegos habían logrado el control de Salónica, pero la amenaza búlgara era real. Además, la ciudad se vio privada de sus fértiles campos de cereales. 
En 1913, en la ciudad todavía residían unos 46.000 musulmanes y 61.000 judíos, superando ampliamente a los 40.000 cristianos ortodoxos. Sin embargo, los activistas griegos tenían la intención de hacerles sentir que no eran bien recibidos. Profanaron cementerios y saquearon comercios. En agosto de 1917, un gran incendio destruyó extensas zonas de la ciudad, y arrasó los barrios judíos y musulmanes. El fuego, y la cada vez mayor emigración de judíos y musulmanes, brindó a las autoridades griegas la oportunidad de reconstruir Salónica como una ciudad griega poblada por griegos. El objetivo era que Salónica volviese a ser la ciudad cristiana de san Demetrio. Salónica renacería como Tesalónica.

### Las guerras mundiales

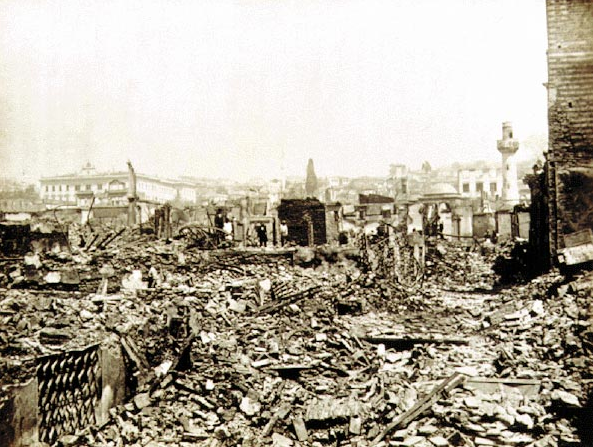
La destrucción causada por el Gran Incendio de Tesalónica de 1917.

A inicios de la Primera Guerra Mundial, Grecia, país neutro, atravesó una grave crisis política entre partidarios de la Triple Entente y de la Triple Alianza. Una parte de las tropas evacuadas de los Dardanelos en otoño de 1915 fue autorizada por Elefterios Venizelos, el primer ministro favorable a la Entente, a instalarse en Salónica para rescatar Serbia. En 1916, un total de 400.000 soldados franceses, británicos y serbios estuvieron presentes en la ciudad. La presencia aliada desempeñó un rol político decisivo: derrocado como primer ministro, Venizelos abandonó Atenas el 26 de septiembre de 1916. Se organizó un Gobierno de defensa nacional y Salónica se convirtió en capital de una región en revuelta. Después de la abdicación de Constantino I en junio de 1917, Venizelos regresó a Atenas y Salónica perdió su estatus de capital de Grecia. En agosto de 1917, todo el centro de la ciudad fue devastado por un incendio catastrófico: 9.500 edificios fueron destruidos, dejando a 70.000 damnificados. La reconstrucción de la ciudad hizo posible una reestructuración completa de su plano y de su organización espacial. 
En 1937, por un Real Decreto Griego, el nombre popular Σαλονίκη (Saloníki) fue restituido legalmente por Θεσσαλονίκη (Thessaloniki), Tesalónica en castellano, y desde entonces es el nombre oficial de la ciudad. 
Durante la Ocupación de Grecia por las Fuerzas del Eje durante la Segunda Guerra Mundial, los alemanes instalaron su cuartel general en Tesalónica. Los judíos de Tesalónica eran entonces la comunidad sefardí más importante afectada por la Shoah y se estima que el 98% de ella fue exterminada. Con el inicio de la Guerra Fría, la ciudad debió enfrentar dificultades. La Cortina de Hierro la cortó de su hinterland: todas las rutas comerciales que la habían enriquecido fueron interrumpidas. En los años 1950, la ciudad vivió una nueva transformación urbanística, principalmente en la parte baja. La Feria Internacional de Tesalónica, heredera de las ferias de San Demetrio de la Edad Media, es actualmente el centro de exposición más grande de Grecia y hace que Tesalónica sea un centro comercial y de negocios, antes que un destino turístico.